# Andowiak smukły
Andowiak smukły (Thomasomys gracilis) – gatunek ssaka z podrodziny bawełniaków (Sigmodontinae) w obrębie rodziny chomikowatych (Cricetidae).

## Zasięg występowania
Andowiak smukły występuje w południowo-wschodnim Peru (Region Cuzco).

## Taksonomia
Gatunek po raz pierwszy zgodnie z zasadami nazewnictwa binominalnego opisał w 1917 roku brytyjski zoolog Oldfield Thomas nadając mu nazwę Thomasomys gracilis. Holotyp pochodził z Machu Picchu, na wysokości 12 000 ft (3658 m), w Regionie Cuzco, w Peru. 
Systematyka T. gracilis w stosunku do T. cinnameus i T. hudsoni jest niejasna i wymaga dodatkowych badań taksonomicznych. Autorzy Illustrated Checklist of the Mammals of the World uznają ten takson za gatunek monotypowy.

### Etymologia
- Thomasomys: Oldfield Thomas (1858–1929), brytyjski zoolog, teriolog; gr. μυς mus, μυος muos „mysz”[7].
- gracilis: łac. gracilis lub gracilus „smukły, elegancki, cienki”[8].

## Morfologia
Długość ciała (bez ogona) 83–101 mm, długość ogona 120 mm, długość ucha 15–18 mm, długość tylnej stopy 22–23 mm; brak danych dotyczących masy ciała. 

## Siedlisko
Schwytano je blisko strumieni z gęstymi zaroślami przerywanymi przez górskie łąki. Występuje na wysokości między 2750 a 4300 m n.p.m.. Jest prawdopodobnie nadrzewny.

## Populacja
Gatunek bywający lokalnie powszechny, jego liczebność spada.

## Zagrożenia
Główne zagrożenia to wylesianie, fragmentacja siedliska, i rolnictwo.